# 關山圳水力發電廠
關山圳水力發電廠位於臺灣臺東縣海端鄉，利用關山大圳沉沙池至進水口間10公尺之落差進行水力發電，該發電廠由民營企業經一綠能公司營運，所生產之電力引接給台灣電力公司之電網系統調度使用。

## 沿革
2012年7月時任臺東農田水利會會長羅應鑑首先於水資源管理會刊中，提出取水口位於臺東縣海端鄉的關山大圳沉砂池至進水口間，具有發展小水力發電之潛力，當時的可行性評估中，採地上一層地下兩層鋼筋混凝土結構廠房，裝設豎軸水輪發電機組，裝置容量548kW。
因應中華民國經濟部所修正之「再生能源發展條例」草案，農業委員會盤點全臺各灌溉圳道適合發展小水力發電之場域，並初步選定潛力場址27處，提供民營電力業者評估合作開發。其中關山大圳也列入具有開發潛力場址之一。
2016年10月7日捷祥股份有限公司與臺東農田水利會（今農田水利署臺東管理處）合作開發關山大圳沉沙池小水力發電廠，並獲得經濟部能源局同意申設，經施工前的重新評估，規劃設置一部800kW豎軸卡布蘭式水輪機，以每年發電時數6,000小時計算，預估一年可發電480萬度電，可供1,200多戶民生用電。預估營運15年後即可回收建設成本。
關山圳水力發電廠實際動工後，裝置容量提升至1,000kW，每年發電時數4,000小時，發電量約400萬度可供1,141多戶民生用電。2019年4月海端鄉鄉長胡金至到電廠工區抗議，表示臺東農田水利會、水力發電廠商，於電廠申設過程中均未與鄉公所、當地部落有任何說明會，揚言若部落會議不通過此開發案，會要求終止電廠工程。對此臺東農田水利會回應，會在最短時間內與地方召開協調會。
2019年8月關山圳水力發電廠施工進度達到90%，最快於該月底即可展開有水試運轉作業。2020年關山圳水力發電廠竣工商轉，捷祥公司於電廠商轉未久，及轉售給經一綠能公司至今。

## 設施

### 發電機組
| 名稱   | 發電機型號                               | 水輪機型號                                 | 機組數量 | 發電方式 | 有效落差（公尺） | 單一機組用水量（CMS） | 容量（kW） | 取用水源             | 商轉日期   | 狀態   |
| ------ | ---------------------------------------- | ------------------------------------------ | -------- | -------- | ---------------- | --------------------- | ---------- | -------------------- | ---------- | ------ |
| 一號機 | 中华人民共和国潮州匯能電機製交流式發電機 | 中华人民共和国三匯水電製豎軸卡布蘭式水輪機 | 1        | 川流式   | 10               | 12                    | 1,000      | 關山大圳（新武呂溪） | 2020年12月 | 商轉中 |